# Германский винный путь

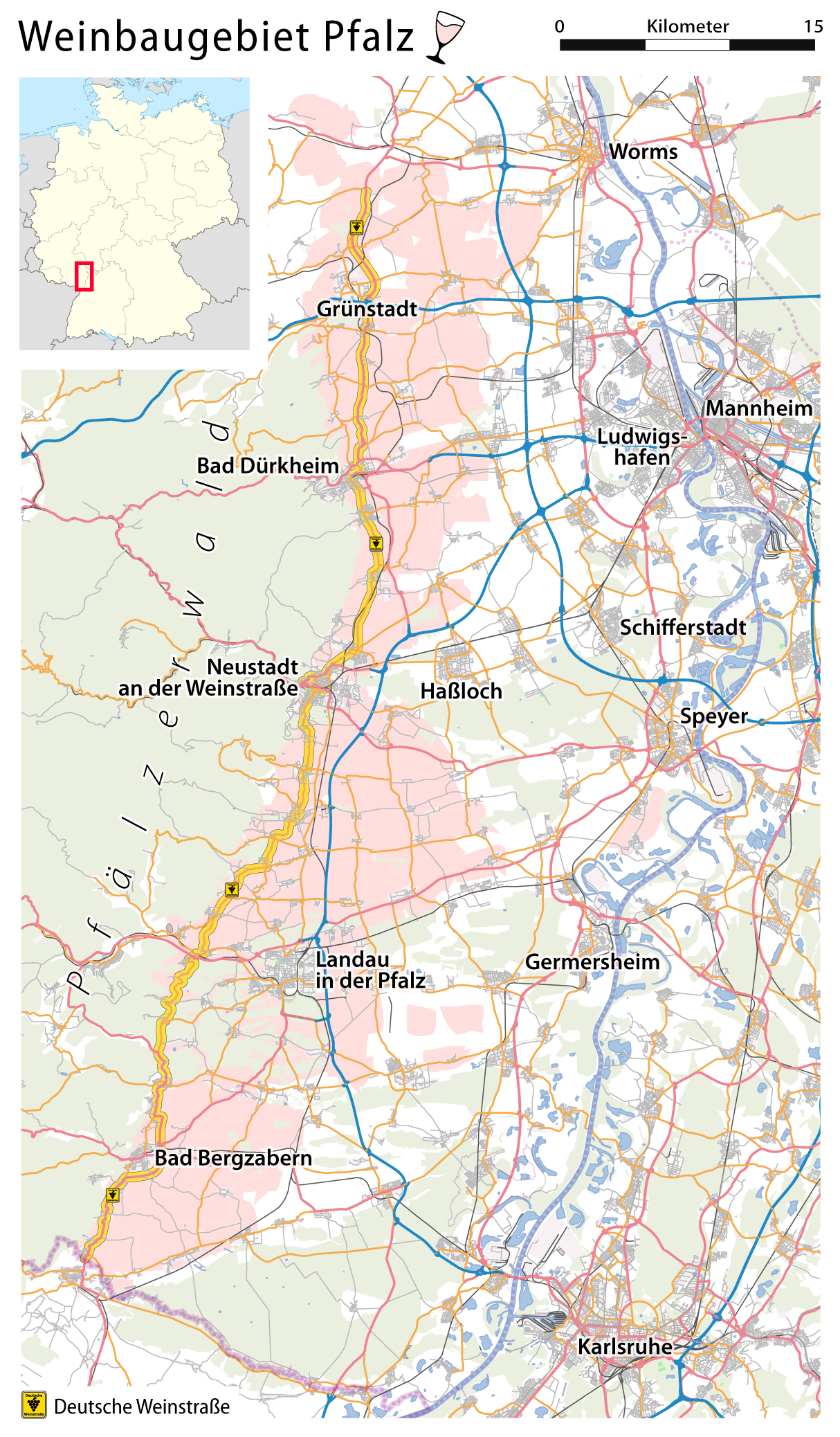
Карта маршрута

Германский винный путь (Немецкая винная дорога; нем. Deutsche Weinstraße) — один из старейших туристских маршрутов в Германии, проходящий по или параллельно автомобильным дорогам федерального значения 38 и 271 по винодельческому региону в Пфальце (юго-восток федеральной земли Рейнланд-Пфальц). Это первый в мире маршрут винного туризма.
Протяжённость пути, направленного приблизительно с юга на север, составляет примерно 85 км. Он начинается от Германских винных ворот в Швайгене-Рехтенбахе у границы с Эльзасом (где заканчивается винная дорога Эльзаса) до дома Германского винного пути в Боккенхайме на краю Рейнгессена. Параллельно нему проходит велосипедный маршрут, протяжённость которого составляет 95 км.
Германский винный путь отмечен на всём протяжении четырёхугольным указателем жёлтого цвета, на котором между словом Deutsche (германский) вверху и Weinstraße (винный путь) внизу изображена стилизованная в виде треугольника кисть винограда, состоящая из 10 ягод.
Гауляйтер Йозеф Бюркель торжественно открыл винный путь в Бад-Дюркхайме 19 октября 1935 года словами «Борьба и народ — вино и истина». В воскресенье 20 октября во время празднования древнего праздника винограда и вина по маршруту Швайген — Боккенхайм прошла автоколонна, состоящая из 300 грузовиков, возглавлял которую гауляйтер. Для открытия в Швайгене были сооружены деревянные ворота, которые в 1936 году были заменены на каменные. Первоначально запланированные северные ворота в Боккенхайме были воплощены только через шесть десятилетий в качестве дома Германского винного пути.
С мая по октябрь вдоль пути проходят праздники вина (de:Weinfest), на которых гостям предлагают вино в специальных стаканах конусовидной формы с округлыми углублениями по всей поверхности. Объём таких стаканов может составлять не только 250 мл (как принято в других винодельческих регионах), но и 500 мл.

Указатель на маршруте
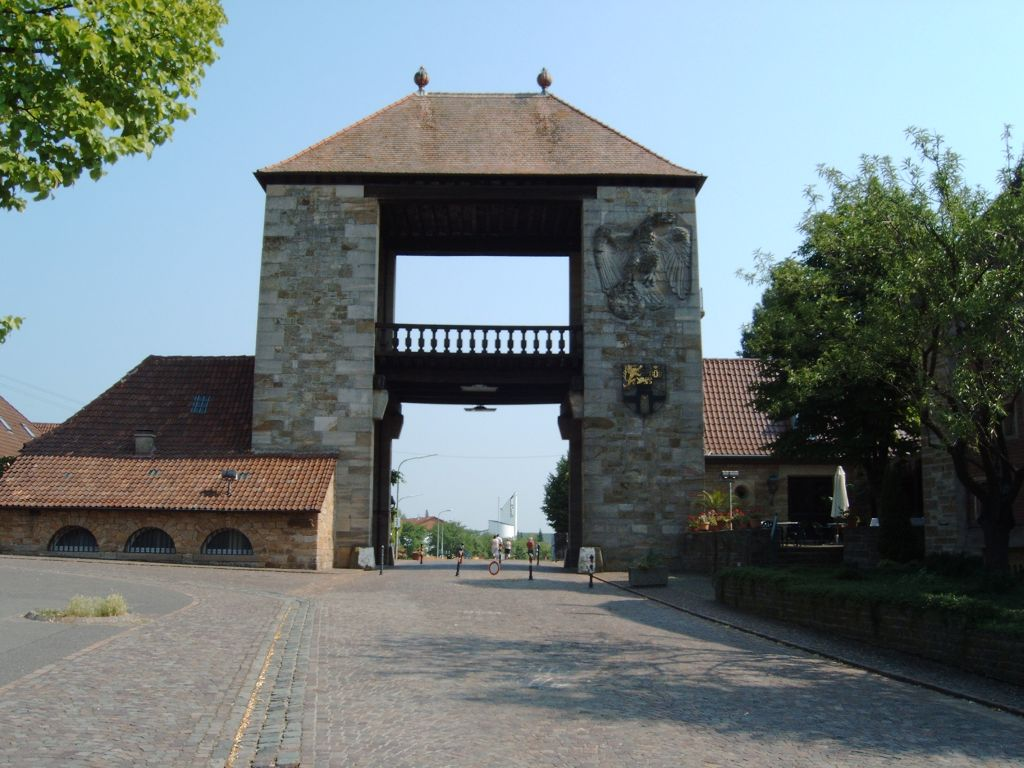
Германские винные ворота
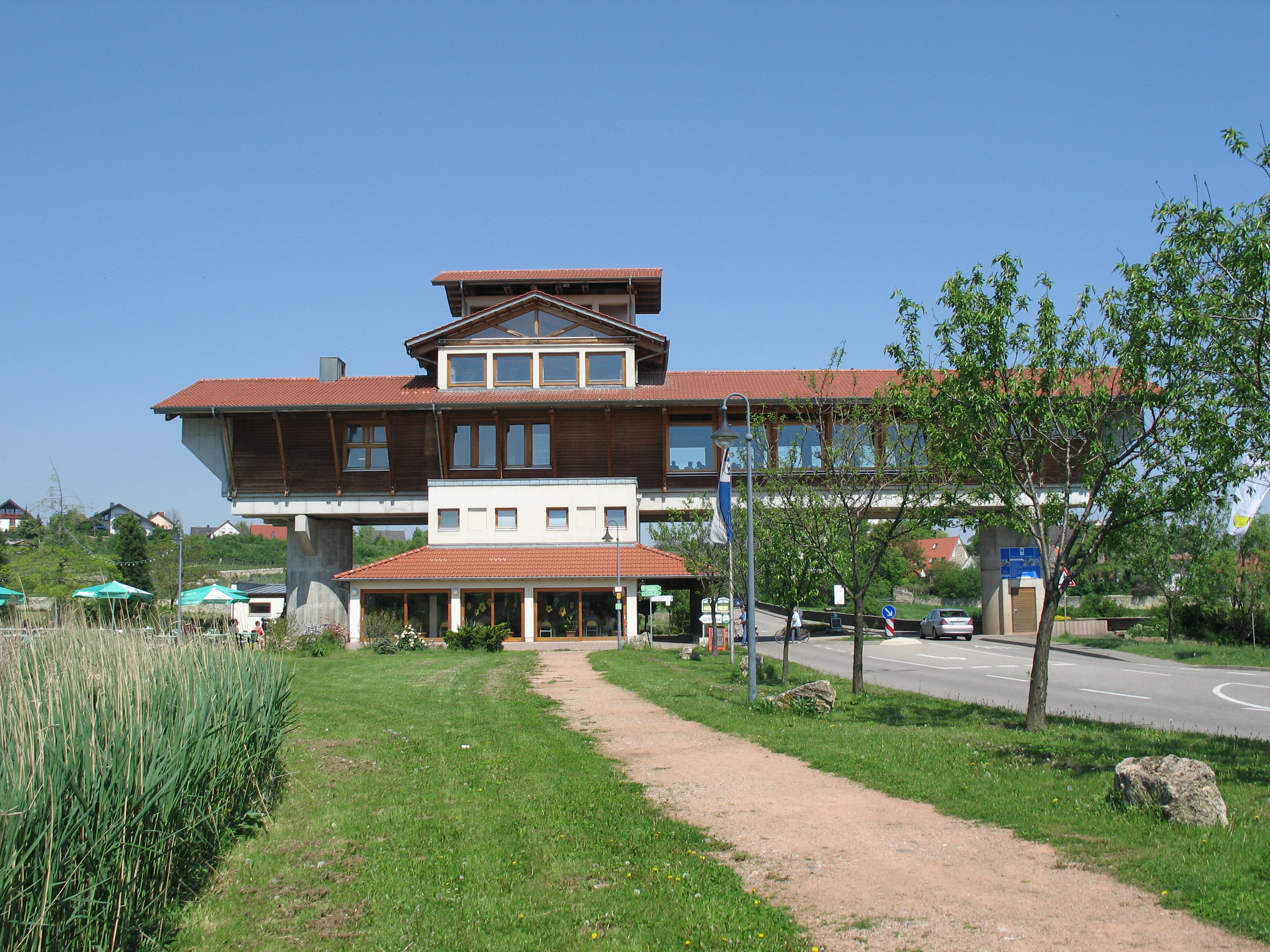
Дом Германского винного пути
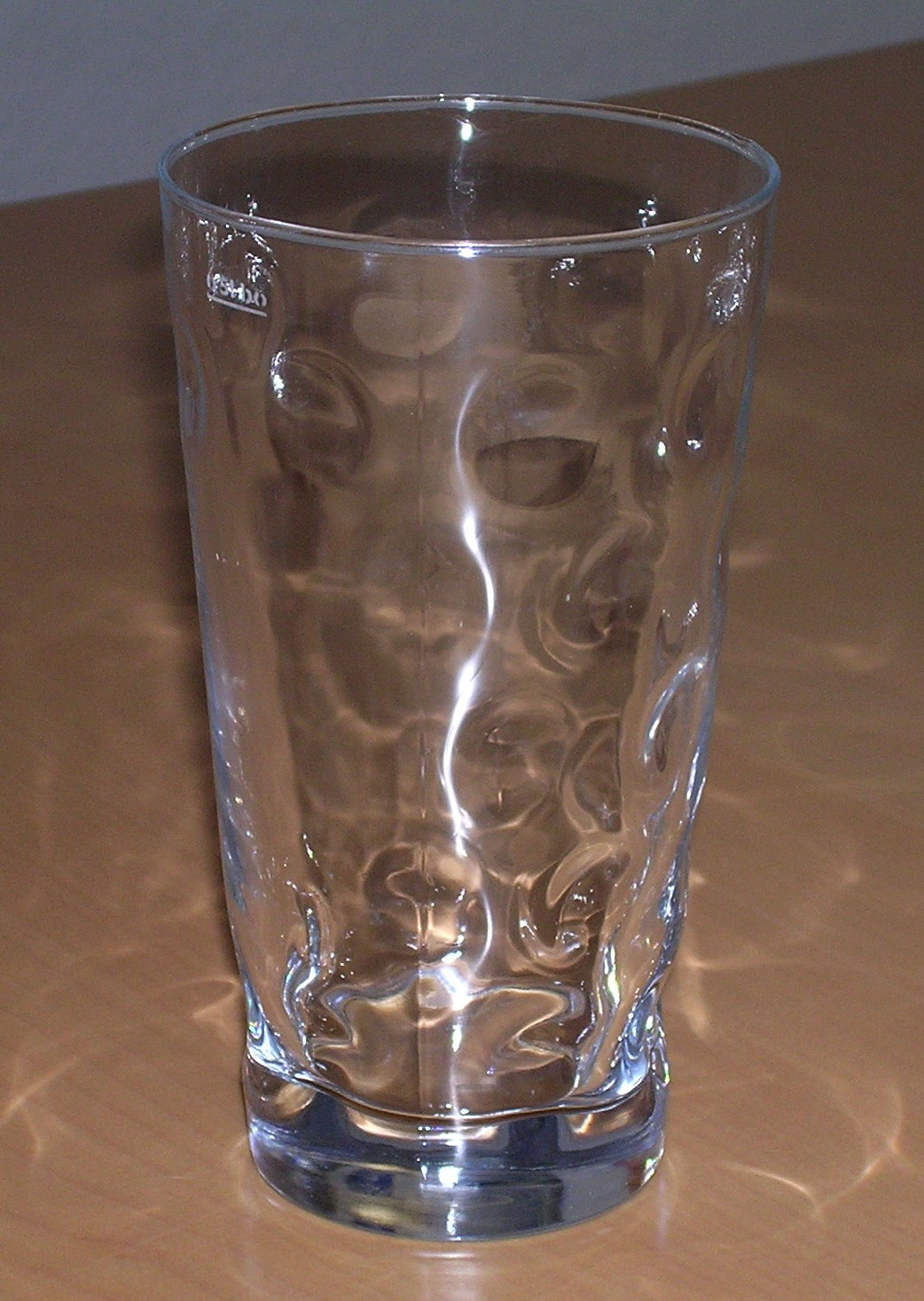
Стакан объёмом 500 мл.